# ترفندها (فیلم ۱۹۲۵)
ترفندها (به انگلیسی: Tricks) یک فیلم کمدی وسترن صامت به کارگردانی بروس میچل است که در سال ۱۹۲۵ منتشر شد. از بازیگران این فیلم می‌توان به جی. فرانک گلندون، دوروثی ورنان، گری کوپر اشاره کرد.